# Kommenzalizmus
A kommenzalizmus (magyar elnevezéssel: asztalközösség) az ökológiában használatos fogalom, két populáció olyan kapcsolatát jelenti, amely az egyik fél számára előnyös, a másiknak közömbös.
Ha az egyik fél számára közömbös a kapcsolat, nincs rá hatással, nem beszélhetünk kölcsönhatásról (elejtett zsákmány, a ragadozó hagy belőle és a dögbogarak falatoznak belőle, vagy az ürüléktermelő és a -fogyasztó populáció). Ide sorolható a detritivória, vagyis a lebontó szervezetek tevékenysége is.